# إيلينا بيروني
إيلينا بيروني (بالإيطالية: Elena Pirrone)‏ (و. 1999  م) هي دراجة إيطالية، ولدت في بولسانو.

## التصنيف
| السنة     | 2018 | 2019 | 2020 | 2021 | 2022 | 2023 | 2024 |
| --------- | ---- | ---- | ---- | ---- | ---- | ---- | ---- |
| تصنيف UCI | 189  | 206  | 404  | 301  | 478  | 213  | 140  |
| العالم    | 106  | 167  | 149  | 114  | 197  | 169  | 203  |
|           |      |      |      |      |      |      |      |
| مصدر: UCI |      |      |      |      |      |      |      |

## سجل الفوز

### سباقات أو مراحل فاز بها
| التاريخ        | السباق                                                           | المركز                                           |
| -------------- | ---------------------------------------------------------------- | ------------------------------------------------ |
| 02 أغسطس 2017  | بطولة أوروبا للدراجات – سباق الطريق ضد الساعة للشابات 2017       | الفائز في التصنيف العام                          |
| 18 سبتمبر 2017 | سباق الطريق ضد الساعة للشابات في بطولة العالم 2017               | الفائز في التصنيف العام                          |
| 22 سبتمبر 2017 | سباق الطريق للشابات في بطولة العالم 2017                         | الفائز في التصنيف العام                          |
| 02 سبتمبر 2018 | بويز ليديز تور 2018                                              | الرابع في تصنيف أفضل شاب                         |
| 09 سبتمبر 2018 | 2018 Giro della Toscana Int. Femminile – Memorial Michela Fanini | الخامس في تصنيف أفضل شاب                         |
| 18 سبتمبر 2018 | 2018 تور دي آرديش للسيدات                                        | السابع في تصنيف أفضل شاب                         |
| 21 أكتوبر 2018 | سباق قوانغشي للسيدات 2018                                        | التاسع في التصنيف العام                          |
| 13 يناير 2019  | طواف سانتوس للسيدات 2019                                         | العاشر في تصنيف الجبال، الثامن في تصنيف أفضل شاب |
| 17 أبريل 2019  | Flèche brabançonne féminine 2019                                 | الرابع في التصنيف العام                          |
| 12 مايو 2019   | جراند بريكس إلسي جاكوبس 2019                                     | السادس في تصنيف أفضل شاب، السادس في تصنيف الجبال |
| 14 يوليو 2019  | طواف إيطاليا للسيدات 2019                                        | السابع في تصنيف أفضل شاب                         |
| 08 أغسطس 2019  | سباق الزمن لأقل من 23 سنة للسيدات - بطولة أوروبا للدراجات 2019   | المركز الثالث                                    |
| 09 سبتمبر 2021 | سباق الزمن لأقل من سنة للسيدات - بطولة أوروبا للدراجات 2021      | المركز الثالث                                    |
| 16 يوليو 2023  | 2023 Women's Cycling Grand Prix Stuttgart & Region               | الفائز في التصنيف العام                          |
| 04 مارس 2024   | 2024 Grand Prix Suf City El Salvador                             | المركز الثاني                                    |
| 20 يونيو 2024  | 2024 Italy National Road Cycling Championships - Women ITT       | المركز الثالث                                    |